# Nibelungensteig

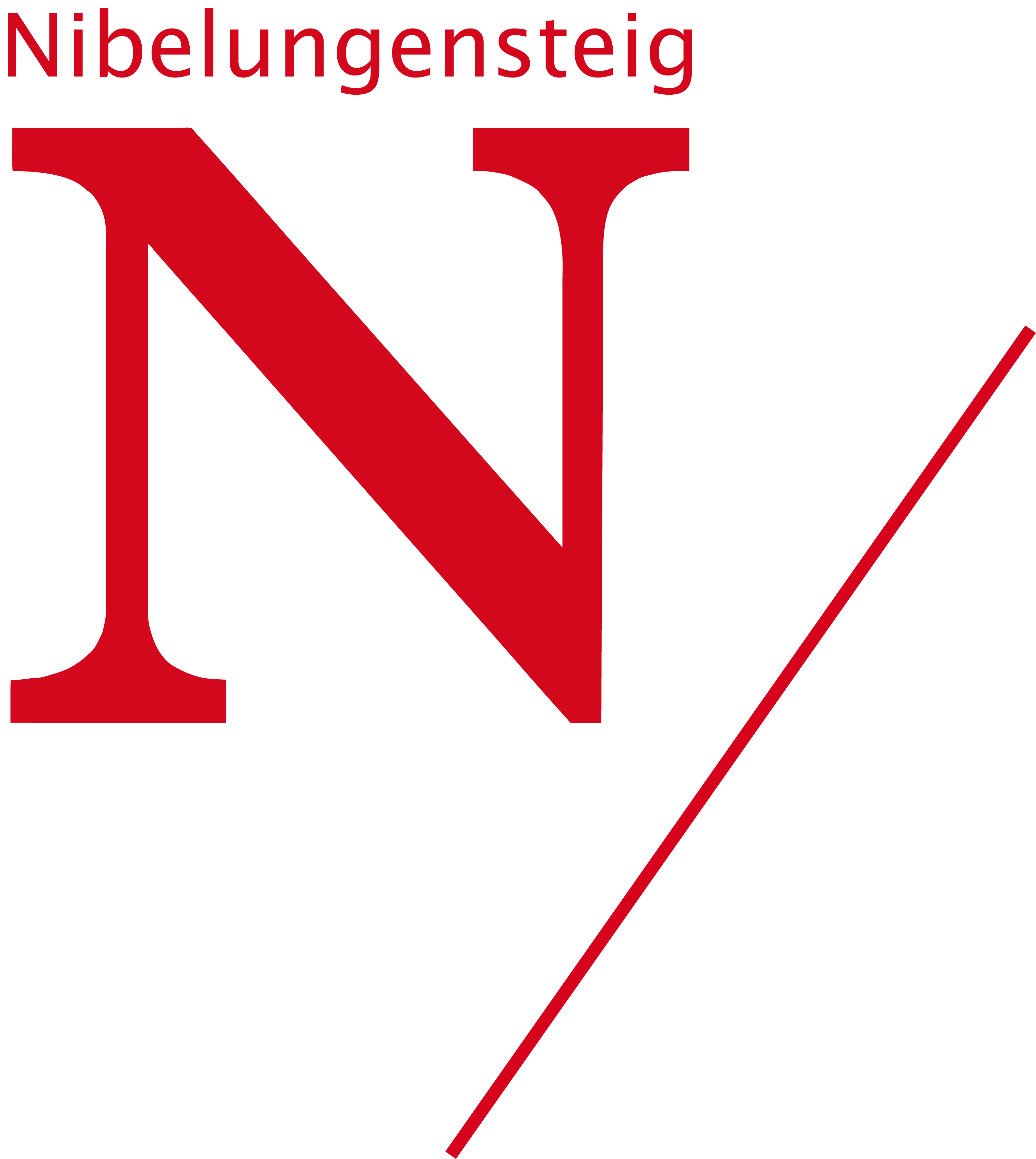
Logo

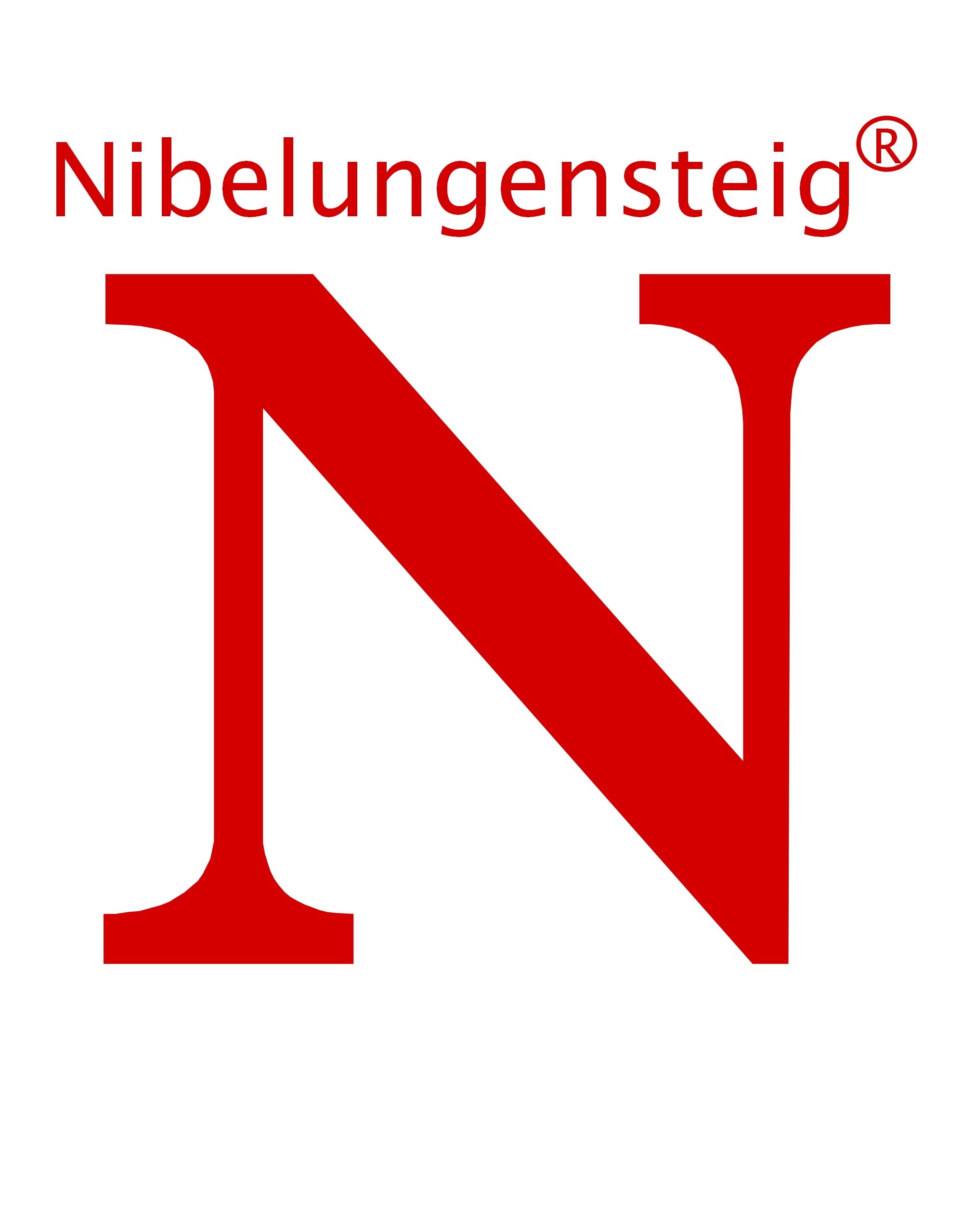
Wegzeichen

Wegeverlauf des Nibelungensteigs einschließlich Zubringerwegen aus Worms

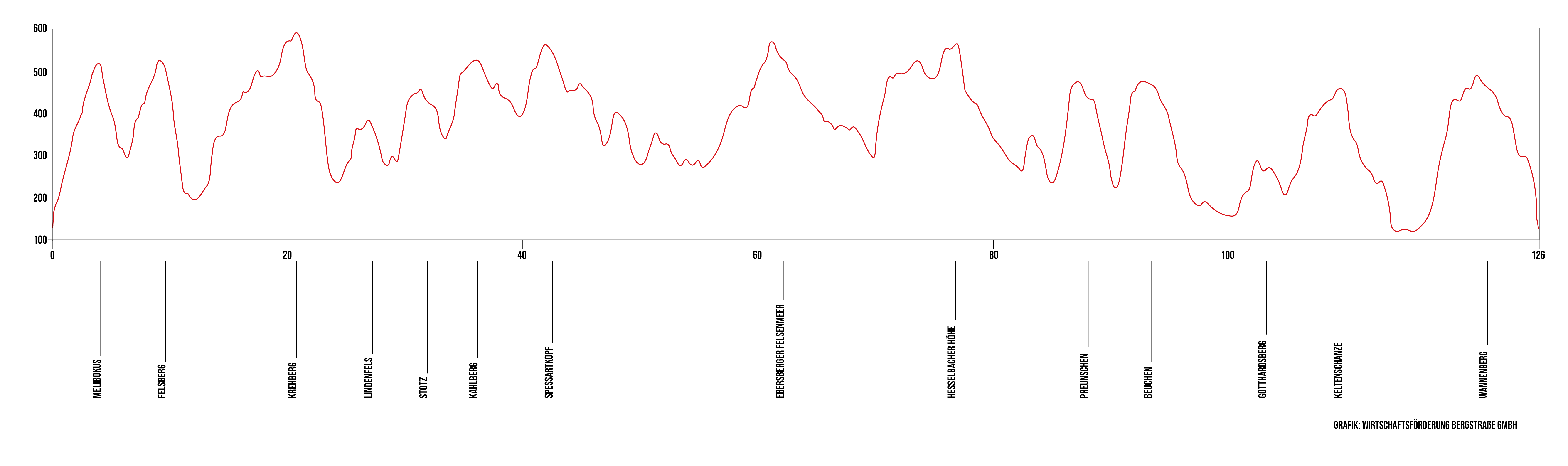
Höhenprofil des Nibelungensteigs (überhöht)

Der Nibelungensteig (Wegzeichen N) ist ein ca. 130 km langer Qualitäts- und Hauptwanderweg (HW 72) des Odenwaldklubs (Sitz in Bensheim an der Bergstraße). Der Steig führt durch die Bundesländer Hessen, Bayern und Baden-Württemberg.
Der Steig schlängelt sich über Höhen und durch Täler des Odenwaldes von Zwingenberg an der Bergstraße bis nach Freudenberg am Main. Zum größten Teil führt er über naturbelassene Pfade. Dabei sind etwa 4.000 Höhenmeter zu überwinden. Der Steig erhielt 2008 die Auszeichnung „Qualitätsweg Wanderbares Deutschland“ vom Verband Deutscher Gebirgs- und Wandervereine. Der Steig führt durch ca. 70 % Wald und Waldrand, ca. 18 % offene Landschaften und ca. 13 % Ortschaften.
Der Name des Steigs verweist auf die Nibelungensage, die eng mit der Region rund um Worms und dem Odenwald verknüpft ist.
Von der Nibelungenstadt Worms aus, die zu den thematisch wichtigsten Schauplätzen der Nibelungensage gehört, führen drei Zubringerwege über das Hessische Ried zum Nibelungensteig. Es handelt sich hierbei um eine Radroute „Nord“ und eine Radroute „Süd“ sowie um einen Wanderweg.
Seit 2015 ist zudem eine knapp 28 km lange Variante über Erbach ausgeschildert. Die Einstiege befinden sich jeweils in Hüttenthal und Erbach-Bullau.

## Wegzeichen
Das Wegzeichen (Wanderzeichen) des Nibelungensteiges ist ein rotes N auf weißem Grund. Die Wegzeichen der Zubringerwege zeigen ein grünes N auf weißem Grund.

## Städte und Gemeinden
Der Nibelungensteig verläuft auf dem Gebiet folgender Städte und Gemeinden (entlang dem Steig; etwa in West-Ost-Richtung betrachtet):
| - Zwingenberg - Bensheim - Lautertal - Lindenfels - Fürth - Grasellenbach | - Mossautal - Oberzent - Erbach - Mudau - Kirchzell - Schneeberg | - Amorbach - Weilbach - Miltenberg - Bürgstadt - Freudenberg |

## Verlauf
| Nr. | Etappenstart        | Etappenziel          | Strecke (km) | Gehzeit (h:min) |
| --- | ------------------- | -------------------- | ------------ | --------------- |
| 1.  | Zwingenberg         | Lindenfels           | 27,6         | 7:00            |
| 2.  | Lindenfels          | Grasellenbach        | 13,6         | 3:30            |
| 3.  | Grasellenbach       | Erbach-Bullau        | 27,8         | 6:30            |
| 4.  | Erbach-Bullau       | Oberzent-Hesselbach  | 13,5         | 3:00            |
| 5.  | Oberzent-Hesselbach | Amorbach             | 24,2         | 7:30            |
| 6.  | Amorbach            | Miltenberg           | 13,4         | 3:40            |
| 7.  | Miltenberg          | Freundenberg am Main | 12,6         | 3:30            |

### Hauptweg
Der Nibelungensteig kann in sieben Etappen mit ca. 13 bis 28 Kilometer Länge gewandert werden.

#### 1. Etappe
- Distanz: 27,6 km // Gehzeit: 7:00 h // Schwierigkeit: schwer // Bergauf: 1240 hm // Bergab: 976 hm

Von Zwingenberg geht es steil bergauf zum Melibokus und weiter durch das Balkhäuser Tal zum Felsberg. Auf dessen Südflanke führt der Weg durch das Felsenmeer nach Reichenbach, von dort über den Knodener Kopf und durch die Dörfer Knoden und Schannenbach hindurch auf den höchsten Punkt des Nibelungensteigs, den Krehberg. An seiner Ostflanke geht es bergab nach Schlierbach und von dort wieder bergauf nach Lindenfels.

#### 2. Etappe
- Distanz: 13,6 km // Gehzeit: 3:30 h // Schwierigkeit: mittel // Bergauf: 493 hm // Bergab: 468 hm

Von Lindenfels verläuft der Weg anfangs in östlicher, später in südöstlicher Richtung zum Fürther Ortsteil Weschnitz. Hier folgt ein steiler Serpentinenpfad bis zur Walburgiskapelle. Es geht weiter vorbei am Kahlberg und durch das Gassbachtal nach Grasellenbach.

#### 3. Etappe
- Distanz: 27,8 km // Gehzeit: 6:30 h // Schwierigkeit: schwer // Bergauf: 779 hm // Bergab: 695 hm

Südöstlich von Grasellenbach führt der Weg am Siegfriedbrunnen vorbei und über den Spessartskopf zum Olfener Moor. Von dort geht es am Olfener Bild vorbei über Güttersbach nach Hüttenthal und weiter entlang des Marbach-Stausees. Südlich des Ortes Ebersberg unterquert man das Himbächel-Viadukt und gelangt weiter östlich zum Ebersberger Felsenmeer. Kurz nach Gebhardshütte erreicht man das Etappenziel Erbach-Bullau.

#### 4. Etappe
- Distanz: 13,5 km // Gehzeit: 3:00 h // Schwierigkeit: mittel // Bergauf: 344 hm // Bergab: 275 hm

Von Bullau führt der Weg südostwärts nach Schöllenbach und von dort weiter nach Hesselbach.

#### 5. Etappe
- Distanz: 24,2 km // Gehzeit: 7:30 h // Schwierigkeit: schwer // Bergauf: 665 hm // Bergab: 1034 hm

Östlich von Hesselbach verläuft der Weg über die Hohe Langhälde nach Breitenbach und Ottorfszell. Weiter geht es nach Preunschen und zur Burgruine Wildenberg, bevor man hinter Beuchen im Tal der Morre und des Billbachs Amorbach erreicht.

#### 6. Etappe
- Distanz: 13,4 km // Gehzeit: 3:40 h // Schwierigkeit: mittel // Bergauf: 671 hm // Bergab: 707 hm

Von Amorbach führt der Weg nach Norden über den Gotthardsberg mit der Gotthardsruine und von hier weiter nach Reuenthal und zum Miltenberger Ortsteil Monbrunn. Auf dem weiteren Weg geht es über den Greinberg mit dem Ringwall Greinberg und an dessen Nordostflanke hinab zur Mildenburg und dem Tagesziel Miltenberg.

#### 7. Etappe
- Distanz: 12,6 km // Gehzeit: 3:30 h // Schwierigkeit: mittel // Bergauf: 440 hm // Bergab: 422 hm

Von Miltenberg führt der Weg mainaufwärts bis zur Mündung der Erf und von hier in den Nachbarort Bürgstadt. Im weiteren Verlauf gelangt man zur Ruine der Centgrafenkapelle und zu einem Ringwall auf dem Bürgstadter Berg. Beim Abstieg über dessen Nordflanke erreicht man die Freudenburg und schließlich Freudenberg, den Zielort des Nibelungensteigs.

### Variante
- Distanz: 27,9 km // Gehzeit: 9:00 h // Schwierigkeit: sehr schwer // Bergauf: 967 hm // Bergab: 961 hm

Als eine Variante der 3. Etappe wandert man von Hüttenthal nordwärts und gelangt über Elsbach in die Altstadt von Erbach. Östlich der Stadt geht es an der Erdbachschwinde vorbei zum Erholungsgebiet Dreiseetal und weiter durch den Bullauer Eutergrund nach Erbach-Bullau.

## Sehenswürdigkeiten
Sehenswürdigkeiten am Steig sind:
- Der Melibokus (517,4 m) bei Auerbach (Bensheim) ist die höchste Erhebung an der hessischen Bergstraße.
- Auf der Südflanke des Felsbergs (514 m) bei Lautertal-Reichenbach befindet sich das sagenumwobene Felsenmeer.Lautertaler Felsenmeer

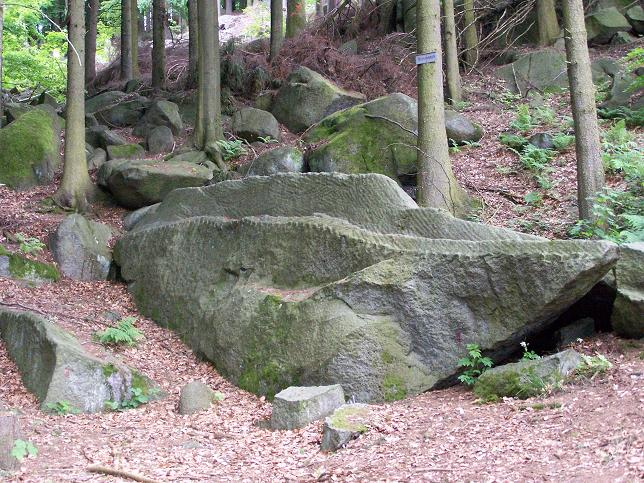
Lautertaler Felsenmeer

- Der Hohenstein und Kleiner Hohenstein bei Lautertal-Reichenbach ist ein Quarzitfelsen, der oft zum Klettern genutzt wird. Eine Sage berichtet vom Kampf zweier Riesen, die sich gegenseitig mit Steinen bewarfen.
- Der Krehberg (575,7 m) gehört zu den höchsten Erhebungen im Odenwald.
- Schlierbach (Lindenfels) zählt aufgrund der schmucken Fachwerkhäuser zu den schönsten Dörfern im Odenwald. Eine Besonderheit des Ortes sind die calvinistischen „Stickel-Bretter“ auf dem Kirchfriedhof.
- Die Burg Lindenfels ist eine Burgruine, die sich oberhalb der gleichnamigen Stadt Lindenfels befindet und von der aus man einen weiten Blick ins Weschnitztal hat.
- Oberhalb des Ortes Fürth-Weschnitz befindet sich die Walburgiskapelle, die an der Stelle eines Heiligtums aus vorchristlicher Zeit errichtet worden sein soll.
- Von den vielen Siegfriedbrunnen im Odenwald, an denen Siegfried von Hagen von Tronje ermordet worden sein soll, handelt es sich beim Grasellenbacher Siegfriedbrunnen um den bekanntesten. Ein weiterer ist die Zittenfeldener Quelle. Siegfriedbrunnen bei Grasellenbach

Siegfriedbrunnen bei Grasellenbach

- Der Marbach-Stausee (22 ha) liegt nahe Ebersberg und wird als Badesee genutzt.
- Das Himbächel-Viadukt gehörte bei seiner Fertigstellung zu den höchsten und kühnsten der bisher ausgeführten Bahnkonstruktionen Deutschlands.
- Die Buntsandsteinfelsen des Ebersberger Felsenmeers beim Pfaffen- und Schanzenfeld sind maximal 5 m breit und etwas mehr als 2 m hoch.
- In Schöllenbach befindet sich die Quellkirche, eine frühere Pilgerstätte.
- Hesselbach verfügt über einer der Heiligen St. Luzia und St. Odilia geweihten Wallfahrtskirche sowie über die Reste eines römischen Kastells.
- Das älteste Fachwerkhaus des Odenwaldes, das Watterbacher Haus, in dem heute ein Waldmuseum eingerichtet ist, befindet sich in Preunschen.
- Auf Burg Wildenberg soll Wolfram von Eschenbach sein Ritterepos „Parzival“ verfasst haben.Palas der Burg Wildenberg

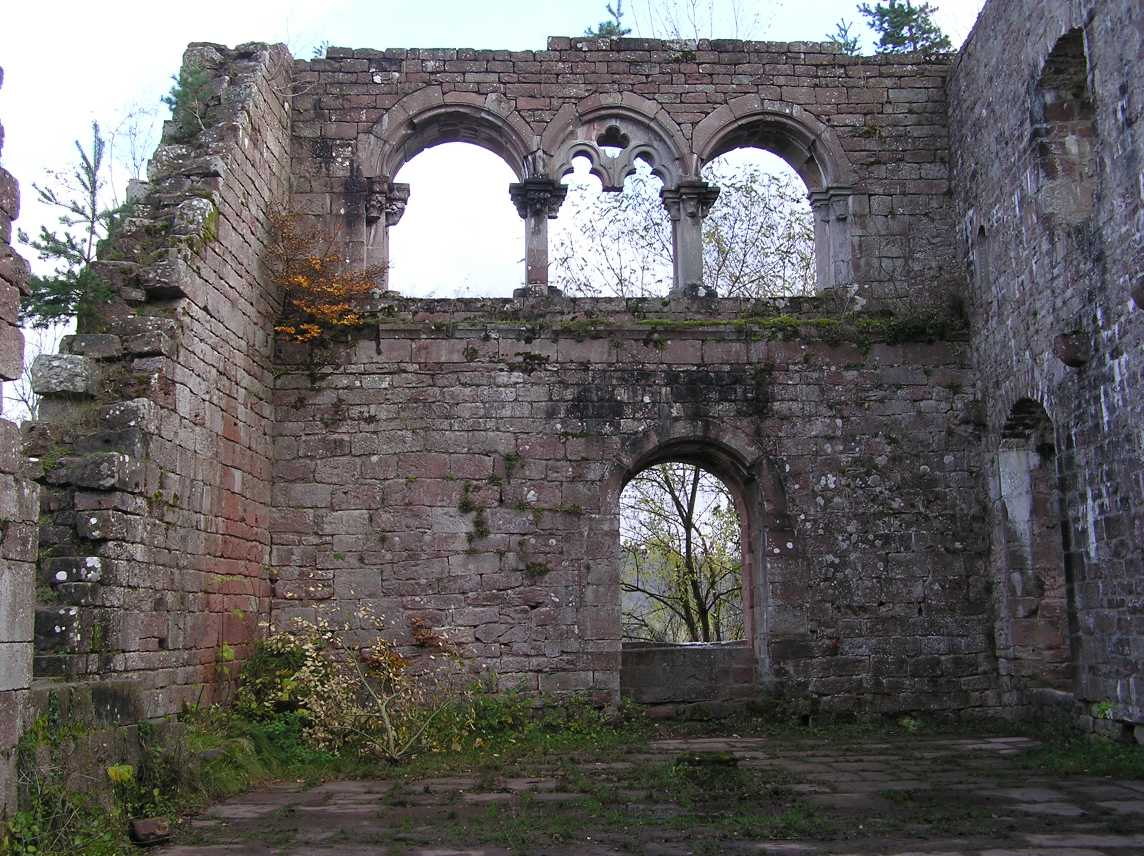
Palas der Burg Wildenberg

- In der Barockstadt Amorbach befindet sich eine Abteikirche mit ihrer beeindruckenden Orgel.
- Die Gotthardsruine bei Weilbach auf dem Gotthardsberg (298,8 m) ist der Rest eines aus dem 13. Jahrhundert stammenden Nonnenklosters. Es handelt sich um eine dreischiffige Pfeilerbasilika mit einem als Aussichtsturm genutzten Treppenturm.
- Die Keltenschanze auf dem südwestlich von Miltenberg gelegenen Greinberg entstand wahrscheinlich in der späten Bronzezeit. In der Nähe des Ringwalles fand Wilhelm Conrady 1878 den geheimnisvollen Toutonenstein, dessen Inschriften bis heute noch nicht entziffert werden konnten.
- In Miltenberg sind vor allen Dingen der historische Marktplatz, das so genannte Schnatterloch und die Altstadt mit ihren Fachwerkbauten sehenswert. Schnatterlochtor Miltenberg

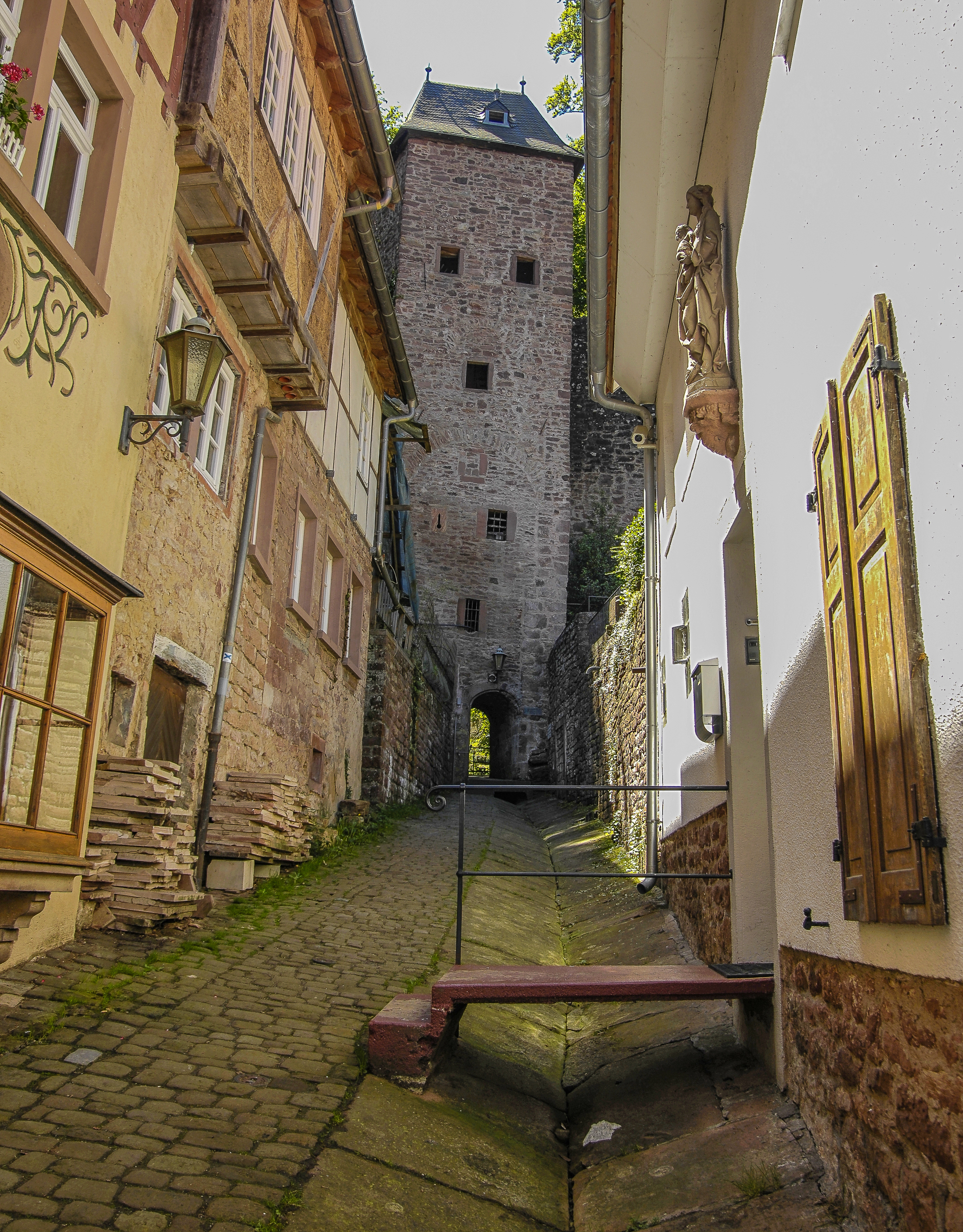
Schnatterlochtor Miltenberg

- In Bürgstadt befindet sich die Martinskapelle, zu deren Ausstattung die so genannte „Bilderbibel“ gehört. An ihren Wänden sind auf 40 Medaillons Szenen aus dem Alten und Neuen Testament dargestellt.
- Die Centgrafenkapelle auf dem Bürgstadter Berg (Eichenbuckel) bei Bürgstadt ist das Relikt eines Bauwerks, welches infolge des Dreißigjährigen Krieges nie fertiggestellt wurde.
- Der Ringwall auf dem Bürgstadter Berg ist vermutlich in der Jungsteinzeit um 3000 v. Chr. entstanden. Auf dem Weg dorthin kommt man an zahlreichen unvollendeten Werkstücken vorbei, die im Mittelalter hier bearbeitet wurden und die an die Römersteine aus dem Felsenmeer bei Reichenbach im Lautertal erinnern.
- Der Grundstein zur Burg Freudenberg (252,1 m) bei Freudenberg wurde 1197 gelegt.

## Nibelungensteig-Marathon
Bereits zum zweiten Mal wurde auf dem Nibelungensteig am 3. Oktober 2009 ein Ultramarathon durchgeführt. Veranstalter des Laufs auf 53 km langer Strecke war die „Endurance & Dog Sports Nibelungenland“ in Zusammenarbeit mit der „Tourismusmarketing GmbH, Kreis Bergstraße“.

## Parallele Wege
Von Albisheim in der Pfalz über Worms, Bensheim-Auerbach, Michelstadt, Miltenberg bis Wertheim verläuft der Vier-Länder-Weg. Er hat deutlich weniger Höhenmeter und sanftere Steigungen als der Nibelungensteig. Sein Wegzeichen ist ein gelbes Quadrat. Der Vier-Länder-Weg hieß bis 2013 Nibelungenweg, was zu häufigen Verwechslungen mit dem Nibelungensteig führte.
Auch die Nordvariante (Donnersberg – Lautertaler Felsenmeer – Königstuhl) des Europäischen Fernwanderwegs E8 verläuft meist gemeinsam mit dem Vier-Länder-Weg oder in seiner Nähe. Sie ist mit einem schwarzen E8 auf weißem Grund oder einem weißen E8 mit gelben Europasternen auf blauem Grund gekennzeichnet.

## Wandern
Zusammen mit dem Alemannenweg, dem Burgensteig und dem Neckarsteig bildet der Nibelungensteig die Initiative Wandern^4. Über diese vier vom Deutschen Wanderverband zertifizierten Qualitätswege lassen sich die Teilregionen Bergstraße und Odenwald nahezu lückenlos erwandern.

## Wanderkarten
Hessisches Landesamt für Bodenmanagement und Geoinformation:
- Maßstab 1:20.000
  - TF 20-5 Bergstraße–Odenwald, ISBN 3-89446-311-2
  - TF 20-6 Mittlerer Odenwald, ISBN 3-89446-302-3
  - TF 20-7 Maintal-Odenwald, ISBN 3-89446-315-5
  - TF 20-9 Der Überwald, ISBN 3-89446-293-0
  - TF 20-10 Beerfelder Land, ISBN 3-89446-292-2
  - TF 20-11 Fränkischer Odenwald, ISBN 3-89446-294-9
- Maßstab 1:50.000
  - TF 50, Nördlicher vorderer Odenwald Ost und West, ISBN 3-89446-291-4

Tourismusagentur, Wirtschaftsförderung Bergstraße GmbH (in Tourist-Infos erhältliche Faltkarten):
- Gesamtsteig:
  - Nibelungensteig 130 (Zwingenberg bis Freudenberg am Main)
  - Auf dem Nibelungensteig – Ein Odenwälder Wandererlebnis!
- Steigabschnitt:
  - Nibelungensteig 40 (Zwingenberg bis Grasellenbach)